# Gardenia anapetes
Espèce
Statut de conservation UICN

 CR D : 
En danger critique
Gardenia anapetes est une espèce de plantes de la famille des Rubiaceae.

## Publication originale
- American Journal of Botany 61: 125. 1974.